# Willem Boerdam
Willem Boerdam (Rotterdam, 2 novembre 1883 – 9 dicembre 1966) è stato un calciatore olandese, centrocampista della Nazionale olandese.

## Carriera
A livello di club, Willem Boerdam ha giocato nelle file dello Sparta Rotterdam.
Ha giocato anche due partite con la maglia della Nazionale olandese, la prima il 25 aprile 1909 a Rotterdam contro il Belgio e la seconda il 16 ottobre 1910 a Kleve contro la Germania.

## Palmarès

### Club

#### Competizioni nazionali
- Campionato olandese: 2

Sparta Rotterdam: 1908-1909, 1910-1911

### Nazionale
- Bronzo olimpico: 1

Anversa 1920

## Statistiche

### Cronologia presenze e reti in nazionale
| Cronologia completa delle presenze e delle reti in nazionale ― Paesi Bassi | Cronologia completa delle presenze e delle reti in nazionale ― Paesi Bassi | Cronologia completa delle presenze e delle reti in nazionale ― Paesi Bassi | Cronologia completa delle presenze e delle reti in nazionale ― Paesi Bassi | Cronologia completa delle presenze e delle reti in nazionale ― Paesi Bassi | Cronologia completa delle presenze e delle reti in nazionale ― Paesi Bassi | Cronologia completa delle presenze e delle reti in nazionale ― Paesi Bassi | Cronologia completa delle presenze e delle reti in nazionale ― Paesi Bassi |
| Data                                                                       | Città                                                                      | In casa                                                                    | Risultato                                                                  | Ospiti                                                                     | Competizione                                                               | Reti                                                                       | Note                                                                       |
| -------------------------------------------------------------------------- | -------------------------------------------------------------------------- | -------------------------------------------------------------------------- | -------------------------------------------------------------------------- | -------------------------------------------------------------------------- | -------------------------------------------------------------------------- | -------------------------------------------------------------------------- | -------------------------------------------------------------------------- |
| 25-4-1909                                                                  | Rotterdam                                                                  | Paesi Bassi                                                                | 4 – 1                                                                      | Belgio                                                                     | Amichevole                                                                 | -                                                                          |                                                                            |
| 16-10-1910                                                                 | Kleve                                                                      | Germania                                                                   | 1 – 2                                                                      | Paesi Bassi                                                                | Amichevole                                                                 | -                                                                          |                                                                            |
| Totale                                                                     |                                                                            | Presenze                                                                   | 2                                                                          |                                                                            | Reti                                                                       | 0                                                                          |                                                                            |